# Dekanat wyszogrodzki
Dekanat wyszogrodzki – dekanat diecezji płockiej z siedzibą w Wyszogrodzie. 
Lista parafii:
| Lp | Miejscowość / parafia                                     | Czas powstania | Proboszcz / administrator               | Zdjęcie |
| -- | --------------------------------------------------------- | -------------- | --------------------------------------- | ------- |
| 1  | Czerwińsk nad Wisłą Zwiastowania Najświętszej Maryi Panny | XI w.          | ks. Dariusz Matuszyński SDB od 2024     |         |
| 2  | Grodziec św. Bartłomieja                                  | XIII/XIV w.    | ks. Piotr Fabrykiewicz od 2014          |         |
| 3  | Kobylniki św. Anny                                        | XIV w.         | ks. mgr Ryszard Błaszkowski od 2020     |         |
| 4  | Mała Wieś św. Maksymiliana Kolbego                        | 1985           | ks. kan. Edward Kuzak od 2013           |         |
| 5  | Orszymowo św. Floriana                                    | XIII w.        | ks. kan. Grzegorz Jendrzejewski od 2004 |         |
| 6  | Rębowo św. Jana Chrzciciela                               | XII w.         | ks. mgr Andrzej Janicki od 2024         |         |
| 7  | Stare Radzikowo św. Jana Chrzciciela                      | XII w.         | ks. Piotr Fabrykiewicz od 2014          |         |
| 8  | Wyszogród Świętej Trójcy                                  | XIII w.        | ks. kan. Grzegorz Przybyłek od 2013     |         |
| 9  | Żukowo św. Wawrzyńca                                      | XIII w.        | ks. prał. Janusz Mackiewicz od 2010     |         |

stan na dzień 04.09.2024